# Sean McVay
Sean McVay (* 24. Januar 1986 in Dayton, Ohio) ist ein US-amerikanischer American-Football-Trainer. Er ist derzeit Head Coach der Los Angeles Rams in der National Football League (NFL).

## Karriere
Nachdem McVay von 2004 bis 2007 als Wide Receiver an der Miami University aktiv gewesen war, begann er seine Trainerkarriere 2008 als Assistenztrainer für die Wide Receiver bei den Tampa Bay Buccaneers. 2009 ging er in die United Football League ebenfalls als Trainer für die Wide Receiver. Ein Jahr später wechselte er zurück in die NFL, zu den Washington Redskins als Assistenztrainer für die Tight Ends. Dort arbeitete er sich hoch und wurde 2014 Offensive Coordinator. Am 12. Januar 2017 ernannten ihn die Los Angeles Rams zu ihrem neuen Head Coach. Mit einem Alter von 30 Jahren wurde er so zum jüngsten Head Coach der Geschichte der NFL.
Nach der ersten Saison mit den Rams wurde McVay zum Coach des Jahres gewählt und gewann den NFL Coach of the Year Award. Nach der Saison 2018 erreichte McVay mit den Rams als jüngster Headcoach den Super Bowl LIII, welchen das Team mit 13:3 gegen die New England Patriots verlor. Im Juli 2019 verlängerten die Rams McVays Vertrag vorzeitig bis zur Saison 2023.
In der Saison 2021 gewann er im Alter von 36 Jahren und 20 Tagen als jüngster Head Coach mit den Los Angeles Rams den Super Bowl LVI mit 23:20 gegen die Cincinnati Bengals.

## Privates
McVay ist der Enkel des Footballfunktionärs und -trainers John McVay.